# 百万人の源氏物語
『百万人の源氏物語』（ひゃくまんにんのげんじものがたり）は、2007年4月から2009年3月までの2年間、JFN系列の一部FM局で放送されていたラジオ番組。
2008年の源氏物語千年紀にあわせ、『源氏物語』について「楽しく、わかりやすく」紹介することをモットーとしていた。

## 出演者
- 近藤サト
- 水原央（劇作家）

## レギュラーゲスト
- 伊井春樹（独立行政法人国文学研究資料館館長）
- 瀬戸内寂聴（作家）

## 特徴など
- 各回1時間（放送局による）で教養番組としては異例の長さであった。
- 源氏物語関連のイベント情報が盛り込まれるニュース、出演者による朗読など独特の試みがあった。
- 近藤と水原のゆるいトーク、伊井の学者然としない癒し系の語り口調が人気を博した。

## 関連出版物
- 「百万人の源氏物語」委員会編「寂聴と磨く『源氏力』 全五十四帖一気読み!」（集英社新書）、2008年11月。 ISBN 978-4-08-720470-4